# Åke Wedholm
Åke Wedholm, född Åke Sigurd Vendel Wedholm den 20 juli 1910 i Eskilstuna, död den 13 maj 1999 i Saltsjö-Boo, var en svensk sångare.
Wedholm var utbildad operasångare. Han uppträdde som konsertsångare på olika scener (som Gröna Lunds stora scen), skådespelare på bland annat Oscarsteatern och Chinateatern med bland andra Maurice Chevalier, och har deltagit i operettfarser som till exempel "Behärska dig kvinna" med Nils Poppe, Sigge Fürst, Anna-Lisa Eriksson, Karl-Arne Holmsten med flera. Dessa tillsammans med den dåvarande svenska konstnärseliten Lars Kåge, Ellis Wallin, Fleetwood med flera ingick i umgänget. Wedholm var den djupa basen i sånggruppen Kvartetten Synkopen, Viggerskvartetten och Orionkvartetten.
Sommaren 1959 besökte den amerikanska sånggruppen Delta Rythm Boys Sverige och Åke Wedholm blev inbjuden att sjunga "mot" dem. De imponerades av hans djupa bas och fick lov att erkänna att deras egen bassångare inte var "världens djupaste". Efter pensionen flyttade han med hustrun, konstnären Maj, till Gotland och turnerade där med gode vännen Gunnar Godman på öns ålderdomshem.
Ett kuriosum är att då barnkören "Bårsta Barn" från Södertälje besökte Gotland stod tre generationer Wedholm på scenen och sjöng "Summan kummar" i en aula i Visby. Sonen Thomas var med som reseledare och hans dotter Tina Wedholm var medlem i kören. Åke Wedholm är gravsatt i minneslunden på Boo kyrkogård.

## Filmografi roller i urval
- 1939 – Adolf i eld och lågor
- 1941 – Tåget går klockan 9
- 1942 – Sexlingar